# クリチバ・サーキット

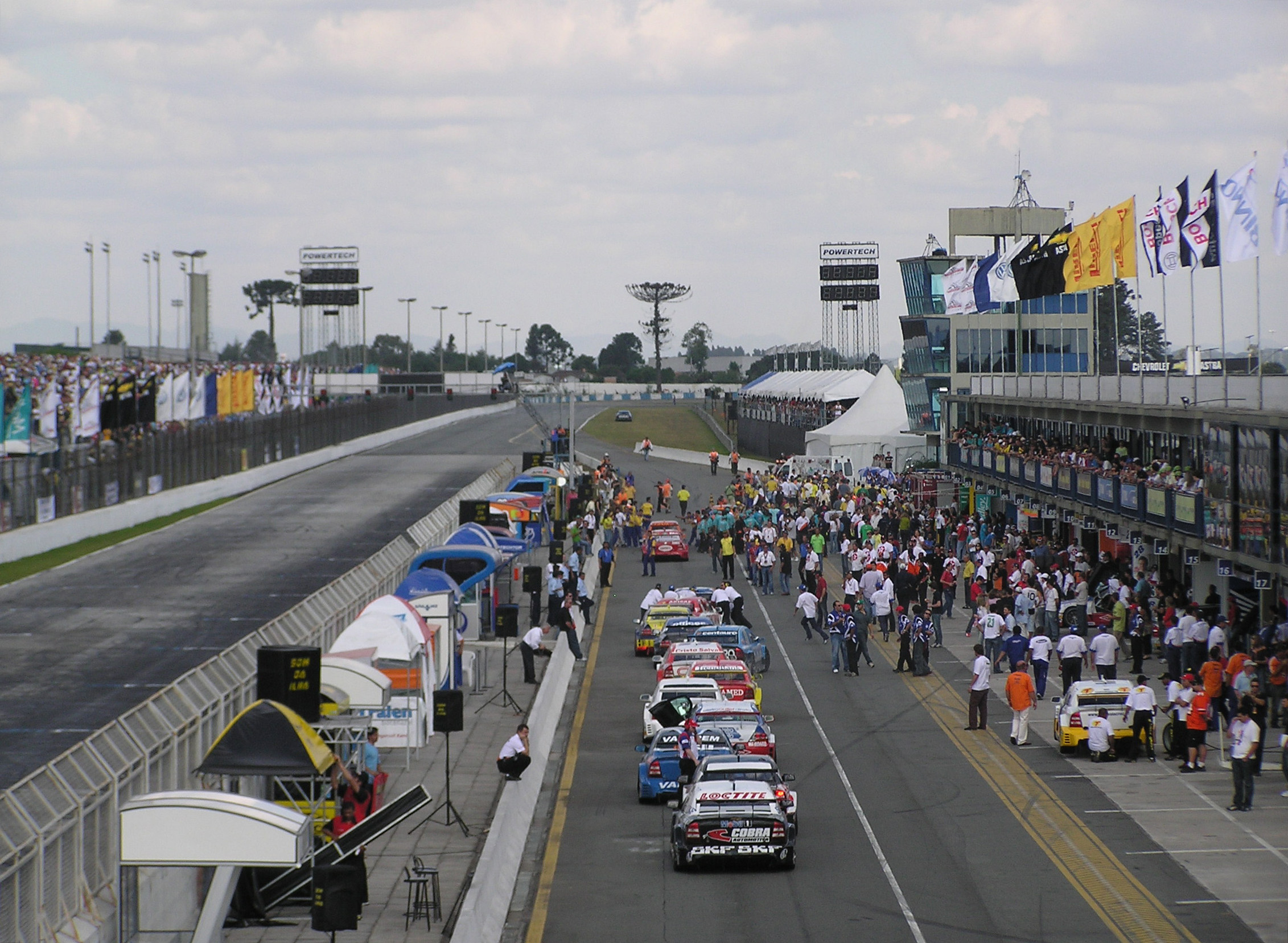
ピットロード

クリチバ・サーキット（Autódromo Internacional de Curitiba, アウトードロモ・インテルナシオナウ・ド・クリチバ）は、ブラジル・パラナ州の州都クリチバにあるレース用サーキットである。

## 概要
サーキットの全長は3695メートル、コース幅は平均14m。常設スタンドの収容人数は最大でおよそ3万人となっている。
規模的にはさほど大きくないが、国際自動車連盟（FIA）が定義する国際格式を満たしたサーキットであり、フルレイアウトのサーキットに対しては2007年1月時点でグレード4の格付けがFIAより与えられている。
時計回りに周回することを前提とし、フルレイアウトの場合、右周りのコーナーを7つ、左回りのコーナーを4つ有する。サーキットの最高点と最低点の高低差は4メートルと数字の上では比較的平坦だが、高低差はサーキット中ほどのテクニカルセクションに集中するため、アップダウンは急なものとなる。レイアウトは高速寄りのテクニカルサーキットであり、ブラジル国内では随一となる980メートルもの長さを持つメインストレートを有し、ゆるやかなバンク（横傾斜）を持ち半楕円を描く形となっている最終コーナーからメインストレートにかけての高速区間を大きな特徴とする。
通常のレイアウトの他、サーキット中間部のテクニカルセクションをショートカットさせることで、オーバルコースに近い高速レイアウトへの変更が可能であり、その場合のコース長は2,550メートルとなる。
このサーキットは、四輪のストックカー・ブラジル選手権、フォーミュラ・トラック、マセラティトロフィー、フォーミュラ・ルノー、二輪のブラジル・バイク選手権といった、各種のブラジル国内選手権の開催に漏れなく組み込まれている。加えて、アルゼンチンのツーリングカー国内選手権であるTC2000の開催カレンダーに組み込まれているほか、過去には2002年にワールドシリーズ・バイ・ニッサン（テレフォニカ・ワールドシリーズ）を開催しており、2006年には世界ツーリングカー選手権(WTCC)のカレンダーに組み込まれた。F1の開催（開催資格）こそないものの、ブラジル国内のサーキットとしてはインテルラゴス・サーキットやジャカレパグア・サーキットと比しても、国際レースが盛んに行われているサーキットであるといえる。
周回レース以外では、長いメインストレートを活かしてドラッグレースが開催されており、ブラジル国内ではそのメッカとされる。

## 歴史
クリチバ圏に属するが、厳密にはクリチバ市ではなく隣接するピニャイス市に位置する。サーキットは1965年から建設が始まり、1967年に完成した。サーキットの建設は、自動車レース、オートバイレース、そして自転車レースの開催を見込んだものであった。
建設当初の名称はピニャイス・サーキット（Autódromo de Pinhais）で、1980年代には州の名を冠してパラナ・サーキット（Autódromo Internacional do Paraná）と改称され、州名を冠したこの名は長きに亘って用いられたものの定着するには至らず、1996年6月29日に現在の名称に改称された。名称が変遷を経た過程の中でも、ピニャイス・サーキットの名はメディアなどで使用され続けた。また、1989年10月8日には地元クリチバ出身のドライバーであるラウル・ボーセルを称え、その名を冠しラウル・ボーセル・サーキット（Circuit Raul Boesel）という名が公式の異称として与えられ、結果、このサーキットは「クリチバ」、「ピニャイス」、「ラウル・ボーセル」という3つの名で呼ばれるに至っている。
サーキットに隣接して国際格式のカート場（Kartódromo Raceland Internacional）を併設しており、このカート場からF1ドライバーとしてはリカルド・ゾンタ、エンリケ・ベルノルディを輩出している。リカルド・ゾンタについては、FIA GT選手権、ワールドシリーズ・バイ・ニッサンなどのタイトル獲得を記念し、凱旋レースとなった2002年12月のワールドシリーズ・バイ・ニッサン開催に際して、それらを称えて、コントロールタワー脇に記念碑が置かれている。

## コースレコード
このサーキットで開催された各カテゴリのコースレコードである。ベースとなった市販車両があるカテゴリについては記した。
| カテゴリー                       | 記録       | ドライバー                                  | チーム                                  | 年     |
| -------------------------------- | ---------- | ------------------------------------------- | --------------------------------------- | ------ |
| ワールドシリーズ・バイ・ニッサン | 1分09秒772 | アンドレ・クート                            | Vergani Racing                          | 2002年 |
| 南米フォーミュラ3                | 1分13秒484 | ディアゴ・ヌネス （Diago Nunes）            | Bassani Racing                          | 2006年 |
| フォーミュラ・ルノー             | 1分16秒969 | ネルソン・メルロ （Nelson Merlo Neto）      | Bassani Racing                          | 2005年 |
| ストックカー V8                  | 1分20秒549 | ルチアーノ・ブルティ                        | MT Racing                               | 2006年 |
| TC2000                           | 1分24秒590 | マチアス・ロッシ （Matías Rossi）           | Chevrolet Elaion (シボレー・アストラ)   | 2006年 |
| 世界ツーリングカー選手権         | 1分24秒761 | アウグスト・ファルフス                      | N. Technology (アルファロメオ・156)     | 2006年 |
| マセラティトロフィー             | 1分27秒538 | グト・ネグラオン （Guto Negrão）            | Medley (マセラティ・クーペ)             | 2006年 |
| クリオ・カップ                   | 1分40秒883 | エドソン・ド・ヴァッレ （Edson do Valle）   | Equipe W Racing (ルノー・クリオ)        | 2006年 |
| フォーミュラ・トラック           | 1分41秒457 | ヴィニシウス・ラミレス （Vinicius Ramires） | Ramires Rodobens (メルセデス Axor 2044) | 2006年 |